# Usługi informatyczne
Usługi informatyczne – usługi związane ze sprzętem komputerowym i oprogramowaniem oraz usługi przetwarzania danych. Kategoria ta obejmuje również usługi konsultacyjne i wdrożeniowe w odniesieniu do sprzętu komputerowego i oprogramowania, konserwację i naprawę komputerów oraz urządzeń peryferyjnych, usługi odzyskiwania danych w przypadku awarii, zapewnianie doradztwa i pomocy w sprawach związanych z zarządzaniem zasobami komputerowymi, analizę, projektowanie i programowanie gotowych systemów (łącznie z opracowywaniem i projektowaniem stron internetowych), oraz konsultacje techniczne związane z oprogramowaniem, licencje na używanie oprogramowania produkowanego seryjnie, opracowywanie, wytwarzanie, dostawę i dokumentację oprogramowania dostosowanego do indywidualnych potrzeb, łącznie z systemami operacyjnymi wykonanymi na zamówienie dla poszczególnych użytkowników, konserwację systemów i inne usługi wsparcia, takie jak szkolenie oferowane w ramach usług konsultacyjnych, usługi przetwarzania danych, takie jak wprowadzanie danych, tworzenie tabel i przetwarzanie na zasadzie współużytkowania (time-sharing), usługi administrowania serwerem internetowym (np. dostarczanie miejsca na serwerze internetowym do zamieszczania stron internetowych klienta); zarządzanie urządzeniami komputerowymi.